# Diocesi di Hải Phòng
La diocesi di Hải Phòng (in latino Dioecesis Haiphongensis) è una sede della Chiesa cattolica in Vietnam suffraganea dell'arcidiocesi di Hanoi. Nel 2021 contava 141.268 battezzati su  5.248.900 abitanti. È retta dal vescovo Vincent Nguyễn Văn Bản.

## Territorio
La diocesi è situata nella parte settentrionale del Vietnam e comprende la città di Hải Phòng, per intero le province di Quang Ninh e di Hai Duong, e in parte quella di Hung Yen.
Sede vescovile è la città di Hải Phòng, dove si trova la cattedrale della Regina del Rosario.
Il territorio si estende su 9.079 km² ed è suddiviso in 119 parrocchie.

## Storia
Il vicariato apostolico del Tonchino orientale fu eretto il 24 luglio 1678, ricavandone il territorio dal vicariato apostolico del Tonchino (oggi arcidiocesi di Hanoi).
Il 5 settembre 1848 e il 1º giugno 1883 cedette porzioni del suo territorio a vantaggio dell'erezione dei vicariati apostolici rispettivamente del Tonchino centrale (oggi diocesi di Bùi Chu) e del Tonchino settentrionale (oggi diocesi di Bắc Ninh).
Solo nel 1890 Hải Phòng divenne la sede stabile dei vicari apostolici del Tonchino orientale.
Il 3 dicembre 1924 assunse il nome di vicariato apostolico di Hải Phòng in forza del decreto Ordinarii Indosinensis della Congregazione di Propaganda Fide.
Il 24 novembre 1960 il vicariato apostolico è stato elevato a diocesi con la bolla Venerabilium Nostrorum di papa Giovanni XXIII.

## Cronotassi dei vescovi
Si omettono i periodi di sede vacante non superiori ai 2 anni o non storicamente accertati.
- François Deydier, M.E.P. † (25 novembre 1679 - 1º luglio 1693 deceduto)
- Raimondo Lezzoli, O.P. † (20 ottobre 1696 - 18 gennaio 1706 deceduto)
- Juan Santa Cruz, O.P. † (3 aprile 1716 - 14 agosto 1721 deceduto)
- Tommaso Bottaro, O.P. † (14 agosto 1721 succeduto - 8 agosto 1737 deceduto)
- Hilario Costa, O.A.D. † (8 aprile 1737 succeduto - 1740 deceduto)
- Santiago Hernández, O.P. † (13 agosto 1757 - 6 febbraio 1777 deceduto)
- Manuel Obellar, O.P. † (29 gennaio 1778 - 7 settembre 1789 deceduto)
- Feliciano Alonso, O.P. † (1º ottobre 1790 - 2 febbraio 1799 deceduto)
- Sant'Ignacio Clemente Delgado Cebrián, O.P. † (2 febbraio 1799 succeduto - 12 luglio 1838 deceduto)
- San Jerónimo Hermosilla, O.P. † (2 agosto 1839  - 1º novembre 1861 deceduto)
- Hilarión Alcáraz, O.P. † (1º novembre 1861 succeduto - 15 ottobre 1870 deceduto)
- Antonio Colomer, O.P. † (30 gennaio 1871 - 1º giugno 1883 nominato vicario apostolico del Tonchino settentrionale)
- José Terrés, O.P. † (1º giugno 1883 succeduto - 2 aprile 1906 deceduto)
- Nicasio Arellano, O.P. † (11 aprile 1906 - 14 aprile 1919 dimesso)
- Francisco Ruiz de Azúa Ortiz de Zárate, O.P. † (14 aprile 1919 succeduto - 22 maggio 1929 deceduto)
- Alejandro García Fontcuberta, O.P. † (31 maggio 1930 - 14 febbraio 1933 deceduto)
- Francisco Gómez de Santiago, O.P. † (18 febbraio 1933 succeduto - 1952 dimesso)
- Joseph Trương Cao Đại, O.P. † (8 gennaio 1953 - 1960 dimesso)
- Pierre Khuât-Vañ-Tao † (24 novembre 1960 - 19 agosto 1977 deceduto)
- Joseph Marie Nguyễn Tùng Cương † (10 gennaio 1979 - 10 febbraio 1999 deceduto)
  - Sede vacante (1999-2002)[4]
- Joseph Vũ Văn Thiên (26 novembre 2002 - 17 novembre 2018 nominato arcivescovo di Hanoi)
  - Sede vacante (2018-2022)[5]
- Vincent Nguyễn Văn Bản, dal 19 marzo 2022

## Statistiche
La diocesi nel 2021 su una popolazione di 5.248.900 persone contava 141.268 battezzati, corrispondenti al 2,7% del totale.
| anno | popolazione | popolazione | popolazione | presbiteri | presbiteri | presbiteri | presbiteri                | diaconi | religiosi | religiosi | parrocchie |
| anno | battezzati  | totale      | %           | numero     | secolari   | regolari   | battezzati per presbitero | diaconi | uomini    | donne     | parrocchie |
| ---- | ----------- | ----------- | ----------- | ---------- | ---------- | ---------- | ------------------------- | ------- | --------- | --------- | ---------- |
| 1963 | 54.617      | 2.037.483   | 2,7         | 8          | 8          |            | 6.827                     |         |           | 4         | 61         |
| 1979 | 145.000     | 3.152.390   | 4,6         | 7          | 7          |            | 20.714                    |         |           |           |            |
| 1994 | 160.000     | 3.500.000   | 4,6         | 137        | 108        | 29         | 1.167                     |         | 29        | 50        | 63         |
| 2001 | 120.000     | 4.600.000   | 2,6         | 23         | 23         |            | 5.217                     |         |           | 50        | 64         |
| 2003 | 110.635     | 5.000.000   | 2,2         | 29         | 29         |            | 3.815                     |         |           | 50        | 62         |
| 2004 | 113.092     | 4.654.317   | 2,4         | 29         | 29         |            | 3.899                     | 11      |           | 50        | 62         |
| 2006 | 117.047     | 4.935.200   | 2,4         | 42         | 40         | 2          | 2.786                     |         | 2         | 75        | 62         |
| 2013 | 136.400     | 5.356.000   | 2,5         | 65         | 60         | 5          | 2.098                     |         | 5         | 23        | 85         |
| 2016 | 135.000     | 5.150.000   | 2,6         | 76         | 71         | 5          | 1.776                     |         | 5         | 95        | 86         |
| 2019 | 137.606     | 5.201.500   | 2,6         | 94         | 87         | 7          | 1.463                     |         | 7         | 122       | 92         |
| 2021 | 141.268     | 5.248.900   | 2,7         | 107        | 102        | 5          | 1.320                     |         | 5         | 131       | 119        |